# 寺田町Fireloop
寺田町Fireloop（てらだちょうファイアーループ）は、大阪府大阪市天王寺区に位置するライブハウス。

2001年に開業し、音楽ライブやイベントの開催を中心に、リハーサルスタジオの運営も行っている。

JR大阪環状線「寺田町駅」北口から徒歩1分の場所に所在する。

## 概要
寺田町Fireloopは、スタンディングで約200人（着席時約50席）を収容可能な地下型ライブハウスである。
高い天井と見やすい会場設計、パワフルなPAシステムや照明設備を備え、あらゆるジャンルの音楽ライブに対応している。また併設された音楽スタジオ「Fireloop Studio Japan」は10畳のリハーサルスタジオを3部屋有しており、入会金・年会費なしで利用できる。

## 主な特徴
- 所在地：大阪市天王寺区大道4-10-17 新井ビルB1F[1]
- アクセス：JR大阪環状線「寺田町駅」北口より徒歩1分
- キャパシティ：約200名（スタンディング）、約50席（着席時）[2]
- 設備：PA、照明、リハーサルスタジオ（10畳×3部屋）
- コインロッカー：館内には無し（駅周辺を案内）
- 駐車場：近隣にコインパーキングあり
- バー営業：あり
- 公式サイト：fireloop.net

## イベントと利用内容
寺田町Fireloopでは、以下のようなイベントや催しが行われている：
- ロック・ポップス・アコースティック等のバンドライブ
- 弾き語りイベント・DJナイト
- 自主企画型の演奏会やオーディション
- 各種パーティー（結婚式の二次会等）

また、ライブ営業のない日にはバー営業も行っており、音楽関係以外の用途でも柔軟に利用されている。

## 沿革
2001年
- 9月8日、寺田町高架下に『天王寺Fireloop』としてオープン。

2010年
- 12月4日、現在地に移転。

2011年
- 8月1日、高架下の旧店舗を『Fireloop2001』として再オープン。

2015年
- 5月31日、Fireloop2001が閉店。
- 8月25日、現在地の地下フロア内にてFireloop2001が再オープン。

2018年
- 5月8日、名前を『寺田町Fireloop』に変更。